# Weissenbach an der Triesting
Weissenbach an der Triesting è un comune austriaco di 1 741 abitanti nel distretto di Baden, in Bassa Austria; ha lo status di comune mercato (Marktgemeinde).